# مايك بالاسيو
مايك بالاسيو (بالإنجليزية: Mike Palacio)‏ هو لاعب كرة قدم أمريكي في مركز الوسط، ولد في 29 أغسطس 1986 في لونغ بيتش في الولايات المتحدة. لعب مع نادي شمال كارولاينا ونيويورك ريد بولز.